# Malaysischer Rosenapfel

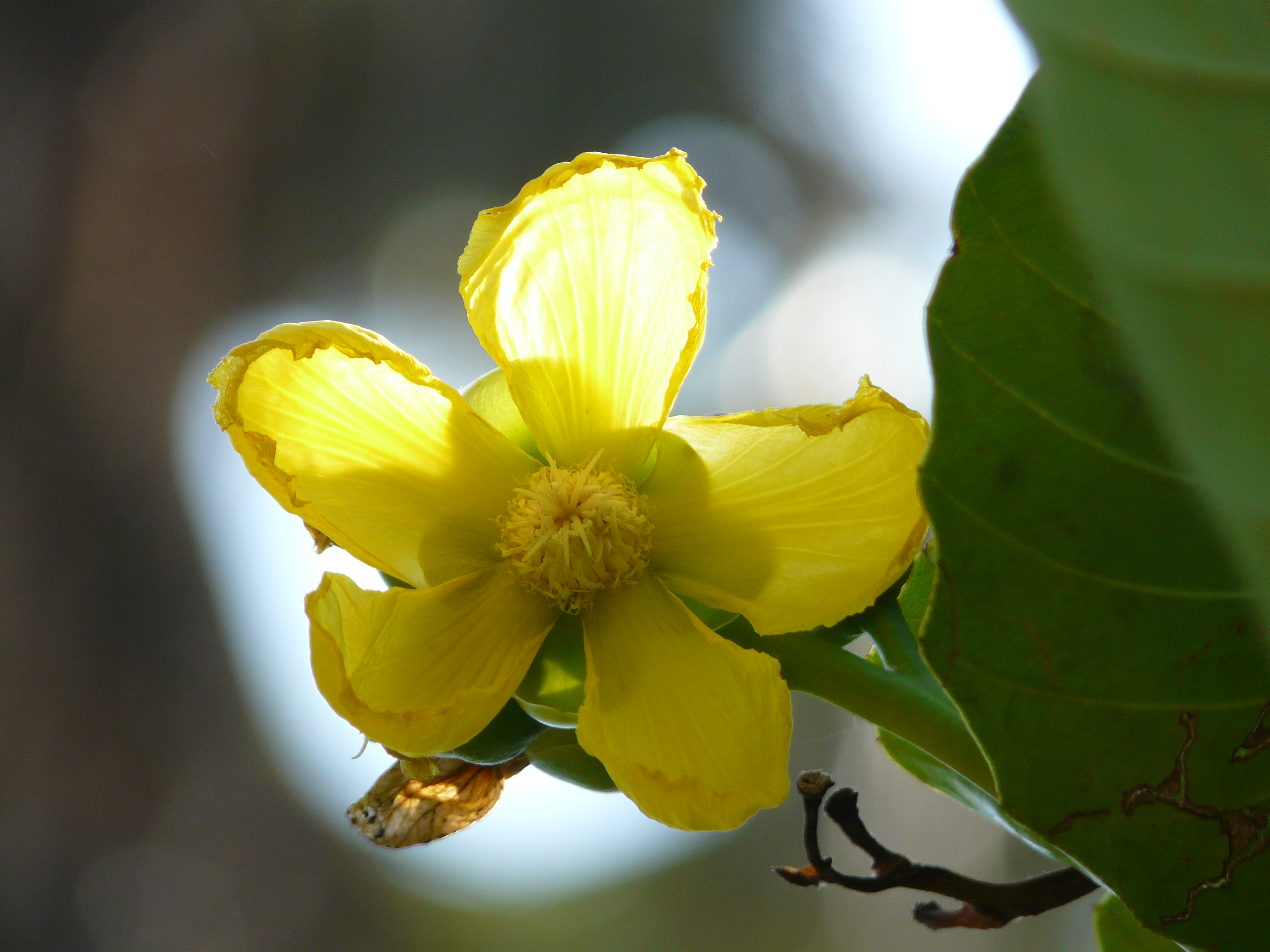
Blüte im Detail

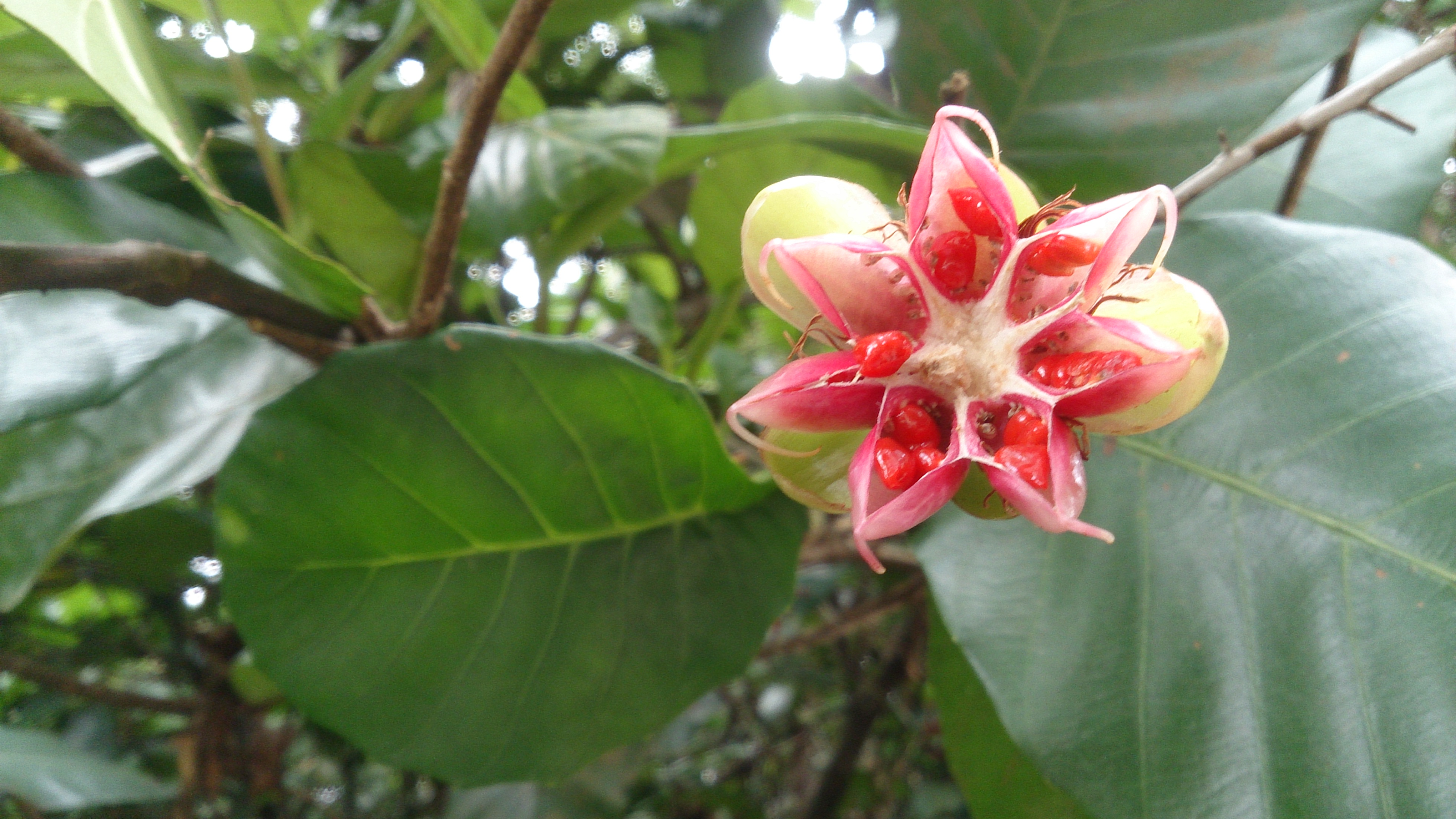
Geöffnete Frucht mit Samen

Der Malaysische Rosenapfel (Dillenia suffruticosa) malaiisch Simpoh ayer, air, englisch Shrubby simpoh oder Simpur, Simpor ist ein Laubbaum aus der Familie der Rosenapfelgewächse (Dilleniaceae). Das ursprüngliche Verbreitungsgebiet liegt in Süd- und Südostasien. Er ist die Nationalblume von Brunei.
In Sri Lanka ist die Pflanze eine invasive Spezies.

## Beschreibung
Der Malaysische Rosenapfel ist ein großer, immergrüner Strauch oder kleiner Baum mit Höhen bis 6 m oder sogar 10 m. Er blüht während vieler Jahrzehnte ständig mit gelben, großen Blüten.
Die stumpfen bis bespitzten, ledrigen Blätter sind wechselständig und ganzrandig bis gröber oder feiner gezähnt, elliptisch bis verkehrt-eiförmig oder eiförmig und 12–40 × 6–12 cm groß. Sie sind oberseits kahl und unterseits auf den Adern mehr oder weniger behaart, sie haben gefiederte Blattadern. Die relativ kurzen Blattstiele sind geflügelt. Am Spreitengrund befindet sich ein Schlitz, eine Einkerbung aus den ein-, angewachsenen, stängelumfassenden Stielflügeln.
Der Malayische Rosenapfel scheint protandrisch, also vormännlich zu sein.
Die zwittrigen Blüten mit doppelter Blütenhülle sind 10–13 cm im Durchmesser, gelb und geruchlos. Sie sitzen an langen Stielen an traubigen Blütenständen und hängen nach unten mit 5 großen, dünnen und knittrigen, verkehrt-eiförmigen Kronblättern und 5 kleineren, ledrigen Kelchblättern. Die Pflanze produziert keinen Nektar. Es sind viele, relativ kurze, ungleich lange Staubblätter und außen kürzere Staminodien vorhanden. Es sind etwa 5–8 oberständige, fast freie Fruchtblätter mit kurzen Griffeln ausgebildet. Die Blüten öffnen sich täglich um 3 a.m. und sind eine Stunde vor Sonnenaufgang voll erblüht. Nach einigen Quellen scheinen Bienen als Bestäuber zu fungieren, die den Pollen sammeln, sowie kleine Käfer und Fliegen. Die Blüte richtet sich für die Fruchtbildung auf und entwickelt sich in ca. 5 Wochen (36 Tagen) zur Frucht. Die einzelne, bis 2,5 Zentimeter lange Frucht ist eine rötliche, ein- bis mehrsamige Balgfrucht mit bräunlichen Samen mit einem fleischigen, leuchtend roten Arillus. Die sternförmigen Sammelfrüchte, mit beständigem Kelch, öffnen sich im gleichen Rhythmus wie die Blüten. Sie werden von Vögeln und Affen verzehrt.

## Verbreitung und Habitat
Dillenia suffruticosa kommt ursprünglich im tropischen Südostasien in Sekundärwald und in Sümpfen und an Flussufern vor und sind eine wichtige Pionierpflanze auf sandigen oder tonigen Böden. Die Pflanze steigt bis auf 700 m. Sie kommt auf der Malaiischen Halbinsel vor, auf Sumatra, Java, Borneo, Singapur. Sie wurde als ornamentale Zierpflanze in den Tropen weltweit eingeführt, so in Hawaii und Sri Lanka.

## Nutzen
Die großen, stabilen Blätter werden zum Verpacken von traditionellen Speisen (tempeh – fermentierte Sojabohnenkuchen, rojak) benutzt. In der Medizin finden die Wurzeln der Pflanze Anwendung gegen Fieber, Juckreiz, Magenschmerzen und zur Erholung nach einer Geburt.
Claire Waight Keller verwendete die Blüten um Brunei in Meghan Markles Hochzeitsschleier, wo Blumen aus jedem Land des Commonwealth integriert waren.

## Taxonomie
Das Basionym Wormia suffruticosa wurde 1872 nach William Griffith durch Joseph Dalton Hooker und Thomas Thomson in Fl. Brit. India [J. D. Hooker] 1(1): 35 erstbeschrieben. Die Art wurde dann 1886 von Ugolino Martelli in Malesia 3: 163 in die Gattung Dillenia als Dillenia suffruticosa eingeteilt. Synonyme sind Dillenia burbidgei (Hook.f.) Martelli, Wormia burbidgei Hook.f., Dillenia suffruticosa var. borneensis (Ridl.) Ridl., Wormia subsessilis Miq., Wormia revoluta Miq., Wormia subsessilis var. borneensis Ridl. In den einheimischen Sprachen sind die Bezeichnungen „Buan“, „Dungin“, „Simper ayer“, „Simpoh“, „Simpor“, „Simpor bini“, „Simpor rimba“, „Tambakau“ geläufig.